# CR警報機
CR検知器（シーアールたんちき）は、陸上自衛隊の装備品で、有毒化学剤などによるガンマ線を自動的に検知するための装備。ガンマ線を検知すると同時に警報を発することができる。陸上自衛隊全部隊に装備されている。

## 特徴
- 重量：約8kg
- 見た目は無線機のような形をしている。
- 有毒化学剤のみではなく、フォールアウトによるガンマ線も検知することが出来る。

## 製作
- 富士電機